# Bataille de Saalfeld
 (février 2025).
Quatrième Coalition
Batailles
- Cap-Vert (navale)
- San Domingo (navale)
- Río de la Plata
- Pornichet (navale)

- Raguse
- Castel-Nuovo

Campagne de Prusse (1806)
- Schleiz
- Saalfeld
- Auerstaedt
- Iéna
- Halle
- Magdebourg
- Stettin
- Lübeck
- Glogau
- Golymin
- Pułtusk
- Stralsund

Campagne de Pologne (1807)
- Eylau
- Ostrołęka
- Colberg
- Dantzig
- Guttstadt
- Heilsberg
- Friedland

La bataille de Saalfeld eut lieu le 10 octobre 1806 entre la France et une coalition prusso-saxonne. Elle opposa le Ve corps de la Grande Armée commandé par le maréchal Lannes à l'avant-garde de l'armée du général Hohenlohe commandée par le prince Louis-Ferdinand de Prusse.

## Cadre
Alors que les autres coalisés reconstituent leurs forces après les défaites infligées par la Grande Armée de Napoléon, la Prusse, poussée par les aristocrates et la reine, déclare la guerre. Les forces sont égales numériquement mais celles de la France sont beaucoup plus aguerries.

## Préambule
La Grande Armée  traverse les défilés du Frankenwald  pour se rendre sur le théâtre des opérations en trois colonnes :
- La colonne de droite (50 000 hommes) est formée des corps de Soult et de Ney, suivis par les Bavarois.
- La colonne du centre (70 000 hommes) est composée des corps de Bernadotte (qui forme l’avant-garde générale avec la cavalerie légère de Lasalle, de Milhaud) et de Davout.

Ils sont suivis par la réserve de cavalerie et la Garde.
- La colonne de gauche est composée des corps de Lannes et d’Augereau.

L’ensemble marche sur Berlin par la rive droite de la Saale. Le passage s’effectue entre le 8 et le 10 octobre 1806.

## Batailles de Saalbourg et de Schleiz
Le 9 octobre 1806 au matin a lieu la victoire de Saalbourg, permettant aux troupes françaises de passer sur la rive droite de la Saale et de se porter sur la route de Leipzig.
L’après-midi, à Schleiz, un petit corps prussien s’oppose à l’avancée des Français. Rapidement victorieuse, la colonne française reprend sa route.

## Bataille de Saalfeld
Le lendemain du combat de Schleiz, le corps d’armée du maréchal Lannes, qui forme la tête de la colonne française de gauche, rencontre la division d’avant-garde du prince Louis Ferdinand de Prusse, forte de 8 300 hommes et de 27 canons. Pendant ce temps, Lannes faisant avant-garde de la colonne de gauche, forte de 42 000 hommes, Augereau compris, passait le 8 octobre à Cobourg, le 9 à Gräfenthal et arrive le 10 à Saalburg. Dans l'ignorance quant à la force des Français, le prince Louis décide de les attaquer.
À 9 heures, il débouche sur Wöhlsdorf, à 2 km au nord de Saalfeld, sur la rive gauche de la Saale. Il forme son infanterie sur deux lignes, précédées par la cavalerie de Schimmelpfenning et son artillerie. Les hussards saxons sont en réserve. Un détachement est laissé sur l’autre rive de la rivière.
Vers 10 h 30, au lieu de pénétrer dans la ville de Saalfeld, le général Lannes la contourne par la gauche et menace l’aile droite ennemie et lance la division Suchet, 17e léger en tête à l’attaque. La cavalerie légère de Trelliard (9e, 10e hussards et 21e chasseurs) appuie sur la gauche, prenant de flanc la division prussienne qui se replie dans Saalfeld. Un bataillon d’élite et la batterie Simonnet, marchant par la droite, arrivent sur la ville. Derrière le rideau constitué par le 17e léger, le reste de la division Suchet peut se déployer.
à 11 h 30, les lignes prussiennes sont disloquées et vont se trouver adossées à la rivière. Afin de se protéger contre le risque d’un débordement de sa droite, le prince Louis essaie d’opposer un bataillon, commandé par le général Clemens, appuyé par une batterie d’artillerie et pour se dégager, il lance une attaque de six bataillons prussiens et saxons, sans préparation à l’assaut des lignes françaises. Cette attaque se heurte au feu des tirailleurs français et est, ensuite, prise de flanc par le 34e de ligne.
Vers 14 h 30, Lannes lance toute la division Suchet, pour l'attaque décisive. Les Prussiens sont partout repoussés. Le prince Louis de Prusse charge alors à la tête de sa cavalerie. Le maréchal des logis  du Guindey, du 10e hussards, le tue d'un coup de sabre.

## Bilan

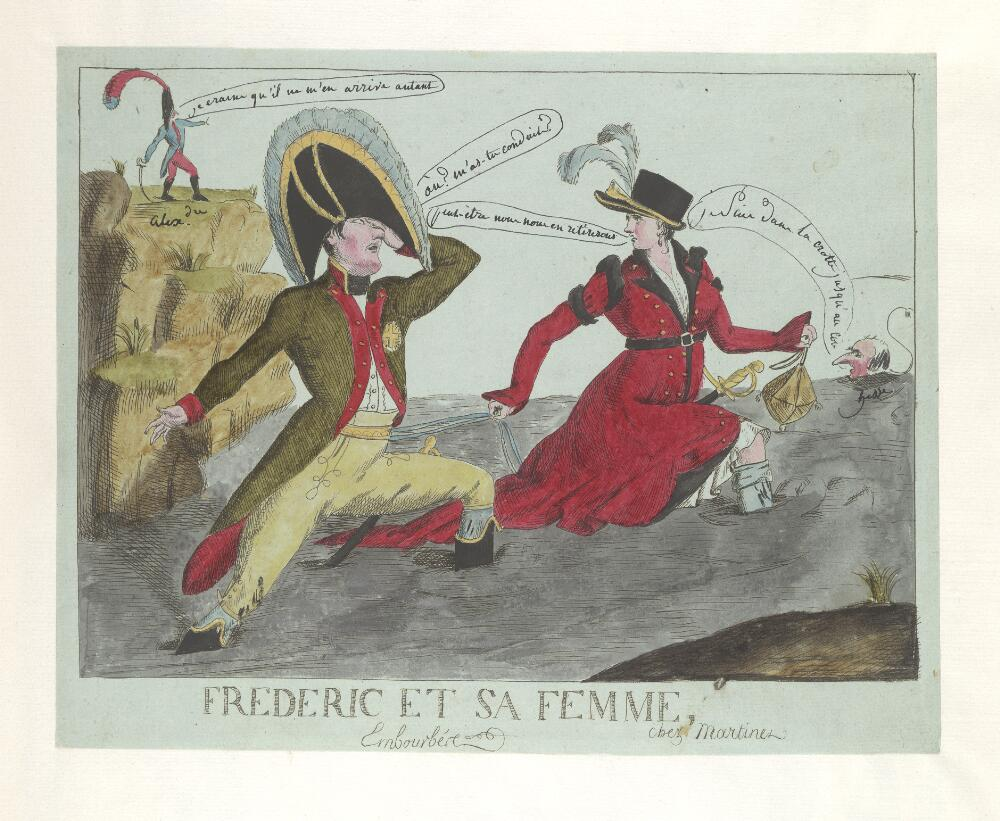
Caricature de Frédéric et sa femme, embourbés, 1806

Les pertes françaises ne se montent qu'à 172 hommes tués et blessés. Les pertes prussiennes et saxonnes se montent à 600 morts, 1 000 prisonniers et 30 canons capturés par les Français. 
La mort du prince affecte le moral des Prussiens. Des mouvements de panique se dessinent et, dans la nuit du 10 au 11 octobre, il arrive que des soldats prussiens et saxons se tirent dessus en se prenant mutuellement pour des ennemis. Sur une fausse nouvelle de l'avance française, la boulangerie de campagne de l'armée prussienne jette 60 000 pains dans la Saale.
Les colonnes françaises peuvent continuer leur route et se réunir en vue des grandes batailles du 14 octobre 1806.

## Récit par Napoléon
« La canonnade n'a duré que deux heures ; la moitié de la division du général Suchet a seule donné ; la cavalerie prussienne a été culbutée par les 9e et 10e régiment de hussards ; l'infanterie prussienne n'a pu conserver aucun ordre dans sa retraite ; une partie a été culbutée dans un marais, une partie dispersée dans les bois. 
On a fait 1 000 prisonniers ; 600 hommes sont restés sur le champ de bataille ; 30 pièces de canon sont tombées au pouvoir de l'armée.
 Voyant ainsi la déroute de ses gens, le prince Louis de Prusse, en brave et loyal soldat, se prit corps à corps avec un maréchal-des-logis (Guindey) du 10e régiment de hussards. “Rendez-vous, Colonel, lui dit le hussard ou vous êtes mort.” Le prince lui répondit par un coup de sabre ; le maréchal-des-logis riposta par un coup de pointe, et le prince tomba mort.
 Si les derniers instants de sa vie ont été ceux d'un mauvais citoyen, sa mort est glorieuse et digne de regret ; il est mort comme doit désirer de mourir tout bon soldat. Deux de ses aides de camp ont été tués à ses côtés. »